# 阿尔沃·阿斯科拉
阿尔沃·阿斯科拉（芬蘭語：Arvo Askola，1909年12月2日—1975年11月23日），芬兰男子田径运动员，主攻长跑。他曾代表芬兰参加1936年夏季奥林匹克运动会田径比赛，获得男子10000米银牌。